# La Planète au trésor (jeu vidéo)
Ne doit pas être confondu avec La Planète au trésor : La Bataille de Procyon.
La Planète au trésor (Treasure Planet) est un jeu vidéo d'action/aventure sorti en 2002 sur Game Boy Advance, PC, PlayStation et PlayStation 2. Le jeu a été développé par Magenta Software sur PlayStation, par Barking Dog Studios sur PC et par Bizarre Creations sur les deux autres plates-formes. Il a été édité par Sony et Disney Interactive.
Le jeu est basé sur le dessin animé de Walt Disney Pictures, La Planète au trésor, un nouvel univers.

## Accueil
- Jeux vidéo Magazine : 6/20 (PS2)[1]
- Jeuxvideo.com : 11/20 (PS2)[2] - 10/20 (PS1)[3] - 11/20 (GBA)[4]